# Dolophrosynella balteata
Dolophrosynella balteata is een vlinder uit de familie Stathmopodidae. De wetenschappelijke naam van de soort is voor het eerst geldig gepubliceerd in 1919 door Durrant.